# São Sebastião da Boa Vista
São Sebastião da Boa Vista is een gemeente in de Braziliaanse deelstaat Pará. De plaats ligt op het eiland Ilha Santo Antônio. Verder ligt een groot deel van de gemeente op het eiland Marajó. De gemeente telt 21.874 inwoners (schatting 2009).

## Aangrenzende gemeenten
De gemeente grenst op het eiland Marajó aan Anajás, Breves, Curralinho en Muaná.
Over het water van de rivier de Pará grenst de gemeente aan Limoeiro do Ajuru.